# Mompha miscella
Mompha miscella ist ein Schmetterling (Nachtfalter) aus der Familie der Fransenmotten (Momphidae).

## Merkmale
Die Falter erreichen eine Flügelspannweite von 7 bis 9 Millimeter. Der Kopf ist grau und dunkelgrau gesprenkelt, die Stirn (Frons) ist cremeweiß. Die Fühler sind grau und in der basalen Hälfte hellgrau geringelt. Bei den Weibchen haben die Fühler an der Spitze fünf weiße Segmente, die jeweils durch drei graue Segmente unterteilt sind. Der Thorax ist grau und dunkelgrau gesprenkelt. Die Vorderflügel sind ockerfarben braun und haben an der Basis einen grauen Fleck. Eine graue, schräg nach außen verlaufende Binde befindet sich bei 1/3 der Vorderflügellänge. Sie weitet sich zum Flügelinnenrand. Bei 2/3 der Vorderflügellänge verläuft eine knieförmige, graue Binde. Eine ähnliche Binde befindet sich am Apex, diese reicht nicht bis zur Costalader. Zwei Flecke abstehender schwarzer Schuppen befinden sich subdorsal am äußeren Rand der inneren und mittleren Binde. In der Analfalte befindet sich bei 1/3 der Vorderflügellänge ein kleiner weißer Fleck. Ein ähnlicher Fleck liegt in der Flügelmitte über der Analfalte. Ein weißer Costalfleck ist bei 3/4 der Vorderflügellänge zu sehen. Bei den Weibchen sind die Flecke auf den Vorderflügeln größer. Die Hinterflügel sind hell bräunlich grau.
Bei den Männchen ist der Cucullus parallelseitig und hat einen gerundeten Apex. Der Sacculus ist länger als der Cucullus und hat eine ziemlich breite basale Hälfte. Die distale Hälfte ist lang und schlank und leicht gebogen. Der Apex läuft spitz zu. Der Uncus ist schlank und zugespitzt. Die Anellus-Lappen sind kurz und abgerundet. Der Aedeagus ist schlank und hat einen langen gebogenen und zwei kurze Cornuti.
Bei den Weibchen ist das 8. Tergit breit und nur schwach sklerotisiert. Die Lamella antevaginalis ist halbkreisförmig, die Lamella postvaginalis besitzt zwei behaarte Lappen. Das Ostium ist becherförmig, hat einen konkaven hinteren Rand und ein rechteckiges Sklerit. Der Ductus bursae ist schmal und mehr als zweimal so lang wie das Corpus bursae. Er verläuft im vorderen Abschnitt schleifenförmig. Das Corpus bursae ist eiförmig und hat sichelförmige Signa, die schräg in der Mitte eines halbkreisförmigen Sklerits eingebettet sind.

## Verbreitung
Mompha miscella ist in Europa weit verbreitet. Im Norden reicht das Verbreitungsgebiet bis in den Süden Fennoskandinaviens. Ferner ist die Art in Kleinasien und Nordafrika beheimatet.

## Biologie
Die Art bildet zwei Generationen im Jahr, die sich häufig überlappen. Die Raupen entwickeln sich an Gelbem Sonnenröschen (Helianthemum nummularium), Apenninen-Sonnenröschen (Helianthemum apenninum), Grauem Sonnenröschen (Helianthemum canum), Helianthemum ovatum und in Südeuropa auch an Zistrosenarten (Cistus). Die Raupen fressen von Oktober bis Mai und von Juni bis Juli und minieren dabei vorwiegend in den Blättern. Zunächst ist die Mine nur ein mit Raupenkot gefüllter Fraßgang, später wird sie zu einer Platzmine, die häufig das gesamte Blatt einnimmt. Die Raupen der zweiten Generation entwickeln sich auch in den Blüten und Samen. Sie verpuppen sich in einem Kokon in der Streuschicht. Die Falter fliegen von Ende April bis Anfang Oktober, die größte Häufigkeit haben sie von Mai bis zur ersten Junihälfte und von der zweiten Julihälfte bis Ende August.

## Systematik
Aus der Literatur sind folgende Synonyme bekannt:
- Tinea miscella [Denis & Schiffermüller], 1775
- Lophoptilus staintoni Sircom, 1848
- Tebenna opacella Müller-Rutz, 1934